# Silver Towers
Le Silver Towers sono una coppia gemella di grattacieli residenziali alti 199 m situate a Manhattan, vicino al fiume Hudson.